# Haematopus ostralegus
La beccaccia di mare (Haematopus ostralegus Linnaeus, 1758), detta anche ostrichiere, è un uccello della famiglia Haematopodidae.

## Distribuzione e habitat

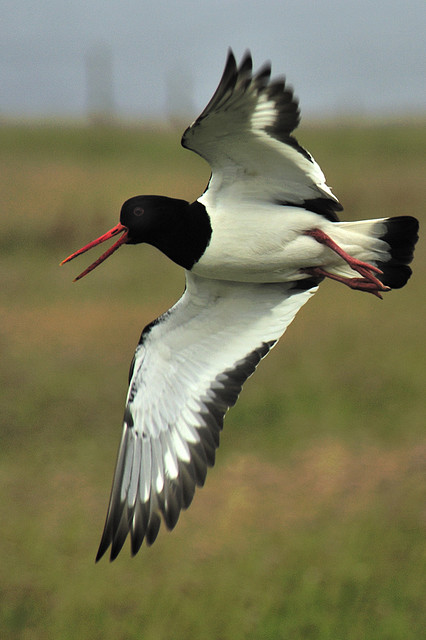
Una beccaccia di mare in volo.

Lo si può trovare in Europa, Asia, ed Africa, in Italia ne esistono due nutrite colonie che nidificano nei dintorni del delta del Po e presso l'oasi WWF delle Cesine, nel Salento, che rappresenta anche il suo habitat preferito, quindi nei pressi del mare.

## Biologia
Vive in numerose colonie, nidifica nei banchi di sabbia, dentro piccole conche bordate di conchiglie o fili d'erba. 

### Alimentazione
La sua dieta si compone di vermi e molluschi che cattura abilmente e apre col becco, forte e robusto.

### Riproduzione

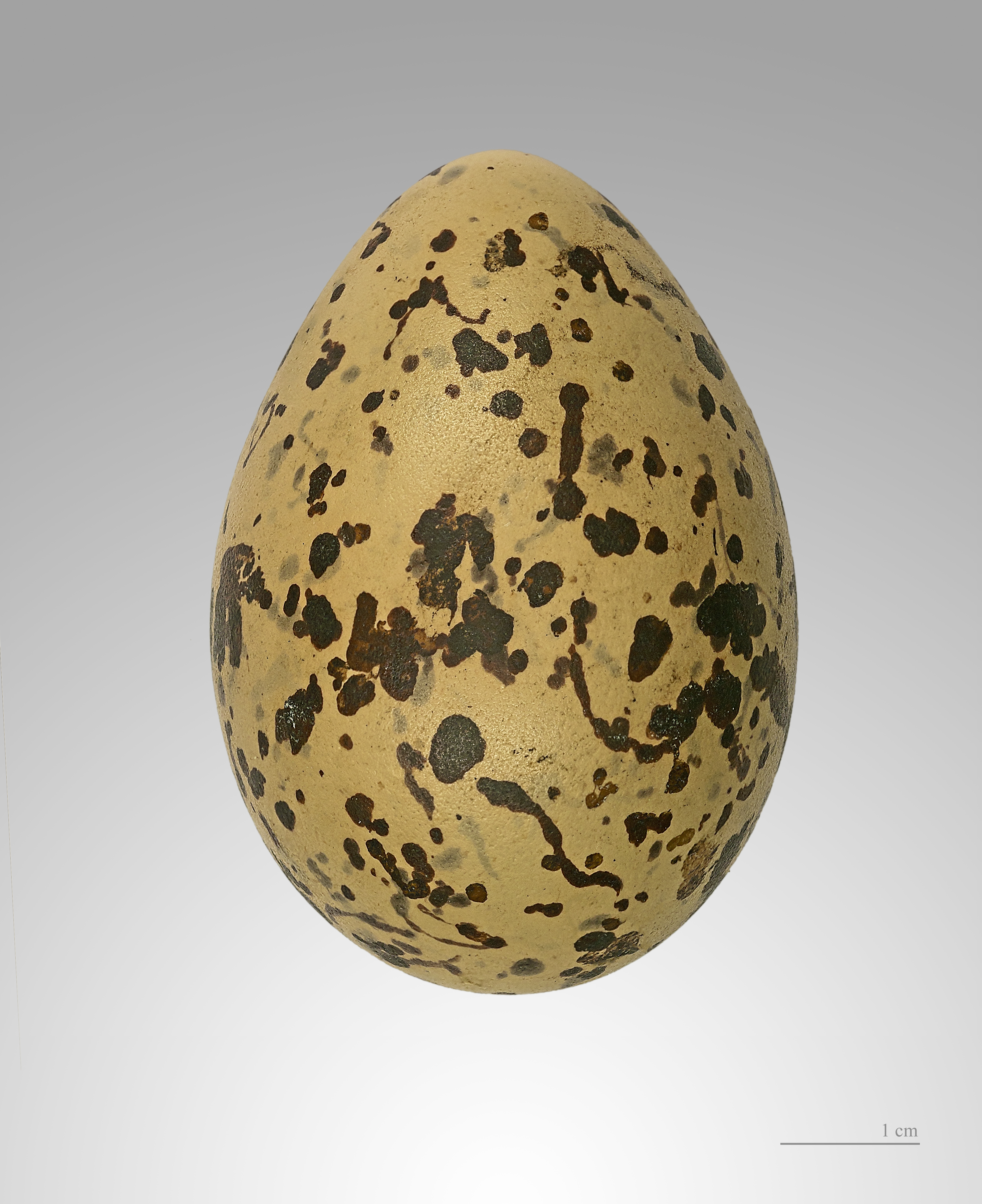
Uovo di Haematopus ostralegus

Nidifica in primavera, depone in media 3-4 uova la durata dell'incubazione dura dai 24 ai 27 giorni.

## Sistematica
Sono note 4 sottospecie:
- Haematopus ostralegus ostralegus Linnaeus, 1758
- Haematopus ostralegus longipes Buturlin, 1910
- Haematopus ostralegus osculans Swinhoe, 1871
- Haematopus ostralegus buturlini Dementiev, 1941